# Розписана черепаха
Розписана черепаха[джерело?], або оздоблена черепаха (лат. Chrysemys picta) — єдиний представник роду Chrysemys підродини довгошиїх черепах родини американських прісноводних черепах, найпоширеніша черепаха у Північній Америці. Розписані черепахи живуть у прісноводних водоймах від півдня Канади до Луїзіани і півночі Мексики, від Атлантичного океану на сході до Тихого океану на заході.
Самиці більші за самців — доросла самиця розписаної черепахи сягає 10—25 см завдовжки. Верхня частина панцира гладка, овальна, без гребеня. Колір шкіри від оливкового до чорного, з червоними, помаранчевими або жовтими смугами на кінцівках. Існує 4 підвиди, що відділилися внаслідок географічної відокремленості за часів останнього льодовикового періоду. За будовою і кольором панцира можна визначити до якого підвиду належить черепаха: у Chrysemys picta picta сегменти верхньої частини панцира розташовані рівнолежно один одному, у Chrysemys picta marginata присутня сіра пляма на пластроні, у Chrysemys picta dorsalis через усю верхню частину панцира проходить червона смуга, у Chrysemys picta bellii весь пластрон прикрашає червоний малюнок.
Розписані черепахи харчуються водною рослинністю і дрібними тваринами, зокрема комахами, ракоподібними і рибами. Яйця черепах і новонароджені черепашки слугують їжею гризунам, собакам і зміям. Дорослі черепахи завдяки своєму твердому панциру захищені від більшості хижаків, за винятком алігаторів і ракунів. Будучи холоднокровними, розписані черепахи залежать від температури довкілля та активні лише протягом світлового дня. Взимку черепахи занурюються у брумацію, як правило, закопуючись у мул на дні водоймищ. Статева зрілість настає у віці 2—9 років у самців і 6—16 років у самиць. Спаровуються розписані черепахи навесні та восени. Пізньої весни й на початку літа самиці черепах викопують гнізда в землі та відкладають у них яйця. Тривалість життя в природі може становити понад 55 років.
У казках деяких індіанських племен розписана черепаха грала роль трикстера. На початку 1990-х рр. розписана черепаха була другою за популярністю домашньою черепахою у США, але з того часу на їхню ловлю накладаються дедалі суворіші обмеження. Втрата середовища проживання і загибель на автошляхах сприяли зменшенню популяції розписаних черепах, але їхня здатність виживати в обжитих людиною місцях допомогла їм залишитися найпоширенішими черепахами у Північній Америці. Лише в Орегоні й Британській Колумбії їхня популяція знаходиться в небезпеці. Чотири штати США надали розписаній черепасі статус свого «офіційного плазуна штату».

## Етимологія назви
Родова назва розписаної черепахи, Chrysemys, є похідною від дав.-гр. χρυσός «золото» та ἑμύς «еміда» (вид болотяної черепахи). Видова назва picta в латинській мові має значення «оздоблена, красива, витончена, розписана, плямиста».
Назви підвидів: marginata від лат. «облямована» і вказує на червоні плями на зовнішній «прикордонній» стороні верхньої частини панцира, dorsalis походить від лат. dorsum — «спина» і вказує на помітну смугу, що проходить центром верхньої частини панцира, видова назва bellii — на честь зоолога Томаса Белла, співавтора Чарльза Дарвіна.

## Таксономія й еволюція

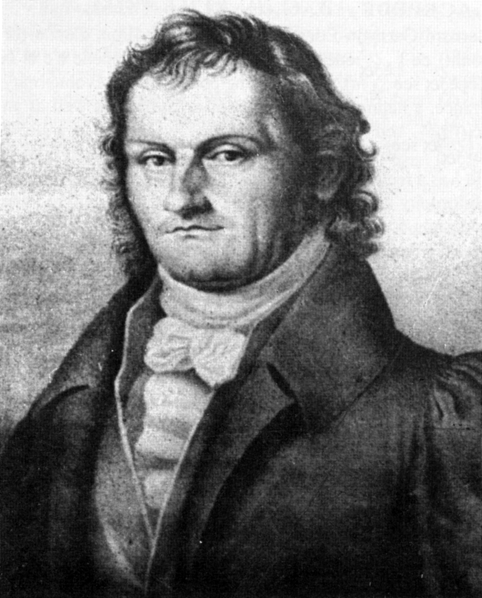
Німецький натураліст Йоганн Готлоб Шнайдер

Розписана черепаха (C. picta) є єдиним видом у складі роду Chrysemys родини американських прісноводних черепах. Ця родина містить у собі дві підродини: Chrysemys є частиною Deirochelyinae — західної гілки. Чотири підвиди розписаних черепах — східний (C. p. picta), центральний (C. p. marginata), південний (C. p. dorsalis) і західний (C. p. bellii).

### Класифікація

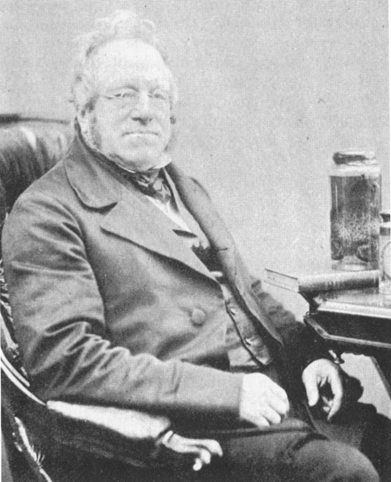
Джон Едуард Ґрей

Описана 1783 року Шнайдером як Testudo picta, розписана черепаха була названа Chrysemys picta Ґреєм 1855 року. На той час усі чотири підвиди були вже визначені: східний — Шнайдером 1783 року, західний — Ґреєм 1831 року, а центральний і південний — Аґассісом 1857 року.

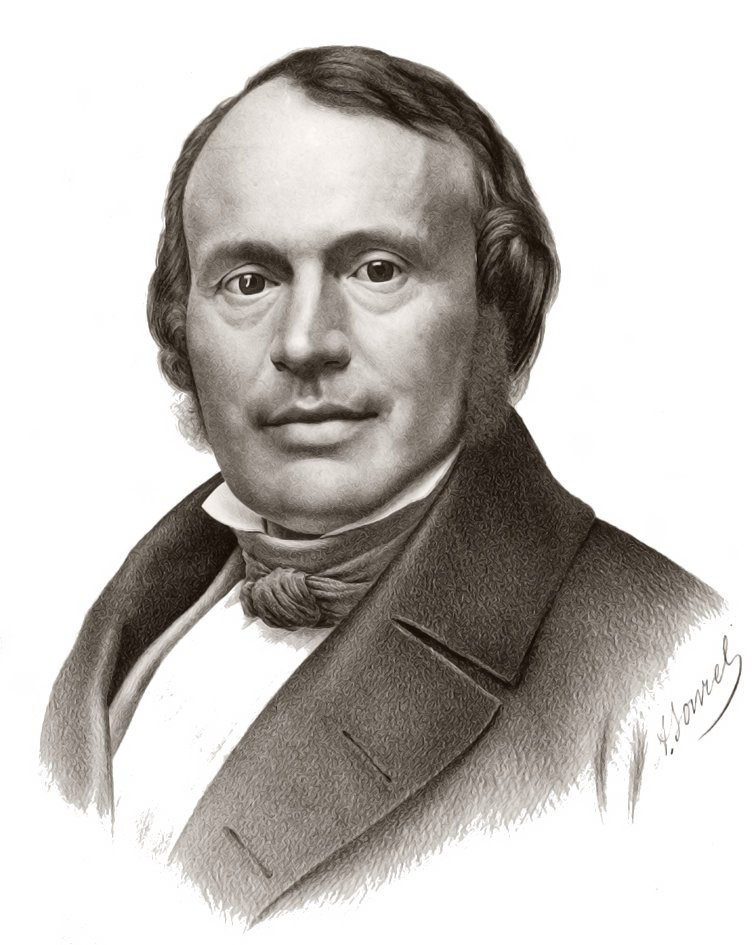
Жан Луї Родольф Аґассіс

До 1930-х років деякі підвиди розписаної черепахи класифікувалися як самостійні види роду Chrysemys. Так, наприклад, розписані черепахи в узграниччі між ареалами західного і центрального підвидів уважалися самостійним видом treleasei.
1931 року герпетолог і арахнолог Ш. Ч. Бішоп і натураліст Ф. Шмідт запропонували сучасну класифікацію — один вид, чотири підвиди. Ґрунтуючись на порівняльних вимірах черепах протягом усього їхнього ареалу, вони розподілили черепах за підвидами й вилучили з класифікації treleasei.
З 1958 року все більшої популярності стала набирати теорія, згідно з якою підвиди розписаної черепахи розвинулися в умовах географічної відокремленості протягом останньої льодовикової доби, 100 000—11 000 років тому. Того часу розписані черепахи були розділені на три відокремлені популяції: східна популяція розташовувалася на південно-східному атлантичному узбережжі; південна — навколо південної частини Міссісіпі; а західна — місцевістю, що нині розташовується на південному заході США. Ці популяції не були відокремлені протягом часу, необхідного для утворення нових видів, оскільки після відходу льодовиків близько 11 000 років тому всі три популяції мігрували на північ. Західний і південний підвиди зустрілися на землях Міссурі, внаслідок чого виник новий гібрид — центральний підвид, який мігрував на схід і північ через басейни річок Огайо і Теннессі.
Довгий час серед герпетологів ішли дебати щодо об'єднання сестринських таксонів Chrysemys, Pseudemys  і Trachemys. З 1952 року деякі дослідники пропонували об'єднати Chrysemys і Pseudemys в один рід через їхній схожий зовнішній вигляд. 1964 року на основі вимірів черепа і кінцівок Самуель МакДавелл запропонував об'єднати всі три роди в один. Додаткові виміри, зроблені 1967 року, не підтвердили обґрунтованість такого об'єднання. Того ж року палеонтолог і герпетолог Алан Холман зазначив, що, попри те, що всі три роди черепах часто зустрічаються в природі разом і мають схожі параметри розмноження, вони ніколи не схрещуються. Дослідження біохімії та паразитів цих черепах, проведені в 1980-х роках, також вказують на те, що Chrysemys, Pseudemys і Trachemys — це три різних роди.

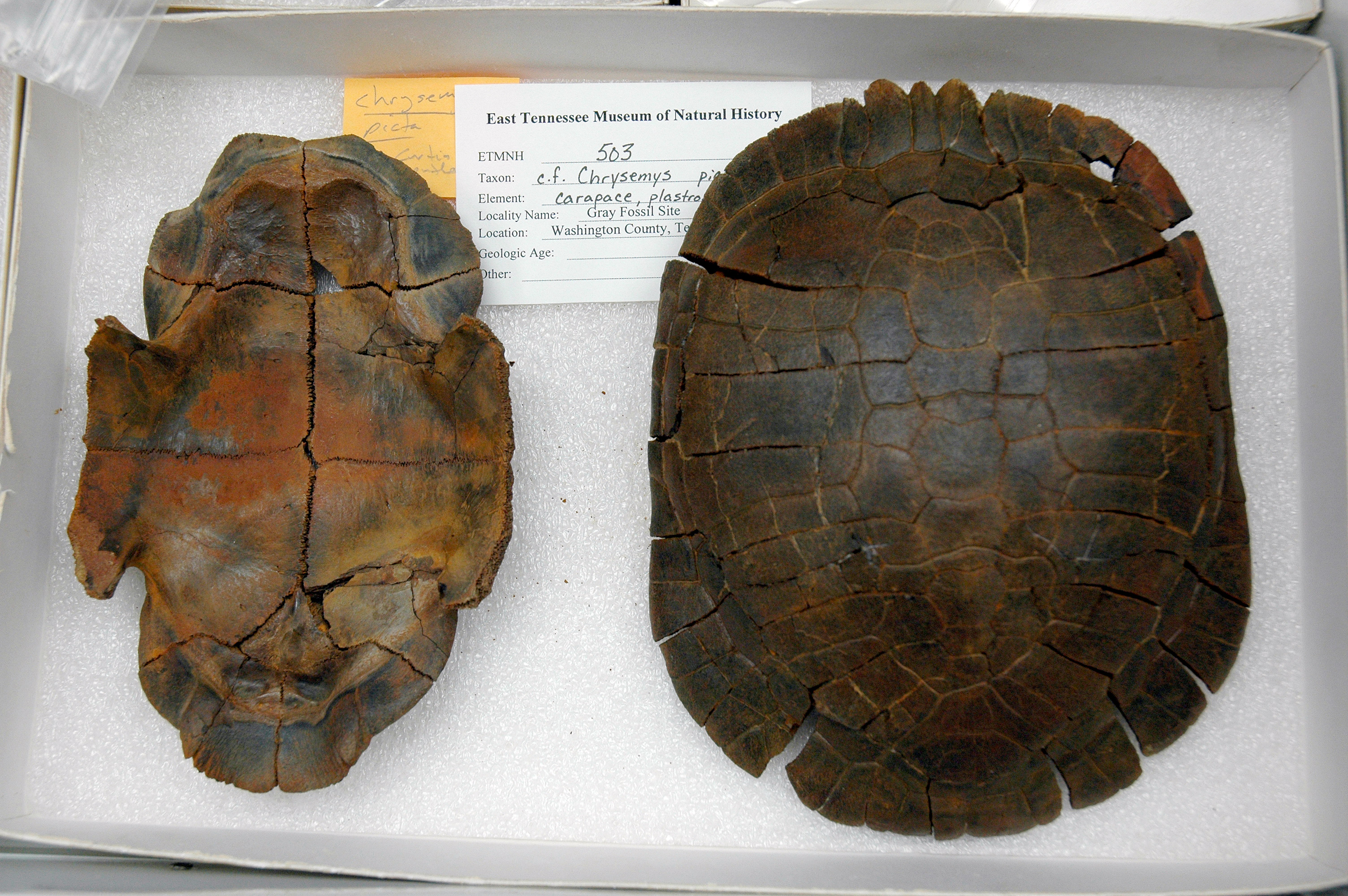
Скам'янілості верхньої і нижньої частин панцира, близько 5 млн років тому, карстова воронка в Теннессі

2003 року Давид Старкі і його співробітники запропонували нову версію класифікації розписаних черепах. Спираючись на дослідження мітохондріальної ДНК, вони відкинули гіпотезу еволюції під час льодовикової доби й запропонували вважати південних розписаних черепах окремим видом C. dorsalis, тоді як інші підвиди, на їхню думку, не слід розрізняти зовсім. Ця думка не отримала широкого поширення, оскільки вже було доведено, що всі підвиди розписаних черепах схрещуються протягом усіх прикордонних країв свого проживання. Проте, станом на 2010 рік Міжнародний союз охорони природи визнавав обидві назви південних розписаних черепах C. dorsalis і C. p. dorsalis прийнятними.

### ДНК
у каріотипі розписаної черепахи 50 хромосом, що збігається з числом хромосом в інших представників підродини Deirochelyinae. Більш еволюційно віддалені прісноводні черепахи мають від 26 до 66 хромосом. Варіації каріотипу цих черепах в популяціях досі мало вивчені. Але, втім, дослідження амінокислотних послідовностей білків в острівних популяціях черепах Нової Англії 1967 року показало відмінності порівняно з материковою популяцією.
Порівняльний розбір хромосомальної ДНК підвидів розписаних черепах обговорювався у дебатах з приводу таксономії, запропонованої Старкі, але станом на 2009 рік вислід не було оприлюднено. Повне розшифрування геному розписаної черепахи було завершено 2011 року. Ця черепаха була обрана однією з перших плазунів для проведення секвенування геному.

### Викопні
Викопні розписані черепахи трапляються досить часто. Попри це, досі не цілком ясна еволюційна історія цих черепах — хто був останнім спільним предком і як від нього пішли родинні групи. Найдревніші зразки розписаних черепах, віком 15 млн років, були знайдені у штаті Небраска. Викопні зразки черепах віком 15—58 млн років трапляються в районі Небраски — Канзасу, простежується поступове поширення менш древніх викопних. Викопні зразки молодше 300 тисяч років зустрічаються майже всіма місцевостями США і Південної Канади.

## Опис

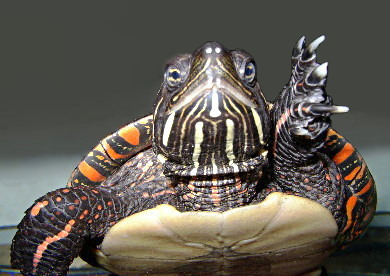
Розписана черепаха. Видко притаманні жовті смуги на морді та перетинка на лапі

Панцир розписаної черепахи овальний, гладкий, 7—25 см завдовжки, нижня частина — плоска. Забарвлення карапакса варіює від оливкового до чорного, дозволяючи черепасі ефективно зливатися з навколишнім середовищем. Нижня частина панцира, пластрон, забарвлена в жовтий або червоний колір, іноді з темними плямами в центрі. Шкіра, як і карапакс, має колір від оливкового до чорного, з червоними та жовтими смугами на шиї, кінцівках і хвості, чому вона і зобов'язана своєю видовою назвою. Як і у більшості прісноводних черепах, у розписаних є плавальні перетинки між пальцями.
Розписана черепаха має характерну форму голови. На морді проходять тільки жовті смуги. За кожним оком розташовані велика жовта пляма і смужка, а на підборідді — дві широкі смуги, що зустрічаються на кінчику щелепи. Верхня щелепа черепахи має форму перевернутої букви «V» зі зубоподібним виступом, направленим донизу, з кожного боку.
Молоді черепашки мають пропорційно менші голову, очі й хвіст, а також округліший панцир, аніж дорослі особини. Довжина дорослої самиці зазвичай більша довжини самця (10—25 см і 7—15 см, відповідно). Карапакс самиць округліший, ніж у самців. Передбачається, що крупніші розміри самиць сприяють кладці яєць. Самці відрізняються довшими передніми пазурами та довшим і товстішим хвостом. Анальний отвір (клоака) у самців розташований далі на хвості, ніж у самок.

### Вік
Існує кілька методик визначення віку розписаних черепах. Вік черепах молодше чотирьох років (а в деяких популяціях і до дванадцяти років) може бути визначений за допомогою «вікових кілець» на їхніх панцирах (спосіб, що нагадує визначення віку дерев). Робилися спроби визначення віку старіших черепах на основі математичних моделей розмірів і форм панцирів та кінцівок, але великої точності домогтися в цьому не вдалося. Найнадійнішим на сьогодні способом є незнищуване маркування панцирів спійманих черепах (наприклад, насічки), після чого черепахи випускаються на волю, а в подальші роки час від часу виловлюються. Найтриваліше дослідження, проведене в Мічигані, показало, що розписані черепахи живуть понад 55 років.

### Підвиди
Попри те, що підвиди розписаної черепахи схрещуються у суміжних ареалах, в центральних частинах своїх ареалів кожен з них зберігає свої специфічні властивості.
- Довжина самця східного підвиду розписаної черепахи (C. p. picta) 13—17 см, а самиці 14—17 см. Карапакс оливково-зелений, іноді з блідою смужкою по центру і червоними плямами по краях. Передні краї сегментів карапакса блідіші решти сегментів. Сегменти розташовані прямими рядами уздовж панцира, що відрізняє їх від усіх інших північноамериканських черепах (включаючи 3 інших підвиди розписаної черепахи), у яких ряди сегментів панцира мають почережне розташування[57]. Пластрон цього підвиду забарвлений у жовтий колір, суцільний або крапчастий[58].

- Центральний підвид розписаної черепахи (C. p. marginata) має 10—25 см завдовжки[59]. Цей підвид найважче відрізнити від інших, оскільки він порівняно з іншими підвидами не містить явних відмінних показників[57]. Його питомою ознакою є симетрична темна пляма в центрі пластрона, але воно може мати різні розміри та чіткість[17].

- Довжина південного, найдрібнішого, підвиду розписаної черепахи (C. p. dorsalis) — 10—14 см[60]. Його питомою ознакою є яскраво-червона смуга, що проходить центром карапакса[57], пластрон світло-коричневий і майже не має плям[61].

- Найбільшим підвидом розписаної черепахи є західний підвид (C. p. bellii), довжина якого досягає 25 см[62]. На його карапаксу можна побачити сіточку світлих смужок[16], а центральна смуга карапакса майже відсутня. На його пластроні можна побачити велику кольорову (як правило, червону) пляму, що поширюється від центру до країв[16].

| Східний підвид C. p. picta                                   | Центральний підвид C. p. marginata                                                                           | Південний підвид C. p. dorsalis                                                    | Західний підвид C. p. bellii                                   |
| ------------------------------------------------------------ | --- | ---------------------------------------------------------------------------------- | -------------------------------------------------------------- |
| A full overhead shot of an eastern painted turtle            | A midland painted turtle sitting on rocky ground facing left with his head slightly retracted into his shell | A southern painted turtle facing left, top-side view, stripe prominent, on pebbles | A western painted turtle standing in grass, with neck extended |
| A hand holds a turtle, exposing the orange-yellow undershell | The under shell(plastron) of a midland painted turtle                                                        | The under shell(plastron) of a southern painted turtle                             | The under shell(plastron) of a western painted turtle          |

## Поширення

### Ареал
Найбільш широко поширена північноамериканська черепаха, розписана є єдиною черепахою, природний ареал якої простягається від Атлантичного до Тихого океану. Вона зустрічається в природі у восьми з десяти провінцій Канади, у сорока п'яти з п'ятдесяти штатів США і в одному з штатів Мексики. На східному надбережжі Північної Америки вона мешкає від Приморських провінцій Канади на півночі до штату Джорджія на півдні. На західному узбережжі мешкає в околицях Британської Колумбії, штатів Вашингтон і Орегон, а також на лежачому на південному сході острові Ванкувер. Розписана черепаха — найпівнічніша з американських черепах: її ареал захоплює велику частину південної Канади. Південний край ареалу розписаної черепахи досягає узбережжя в штатах Луїзіана й Алабама. На південному заході США зустрічаються лише окремі популяції. Також вони зустрічаються в одній з річок на самій півночі Мексики. Природні популяції розписаних черепах не були виявлені на південному заході штату Віргінія й у сусідніх штатах, також як і в північній і центральній частинах Алабами.
Темно-сірий — державні кордони

Білий — кордони провінцій і штатів

Темно-синій — ріки(тільки згадані у статті)
Змішані зони(тільки основні області)
Перехресне розмноження між підвидами в прикордонних місцинах не дозволяє провести чіткі межі їхніх ареалів. У пограниччі проводилися численні спостереження за покручами різних підвидів, як правило, зводилися до порівняння їхніх анатомічних рис із рисами типових представників підвидів. Попри неточність, прийнято визначати номінальні ареали для підвидів.

#### Східний підвид
Ареал східного підвиду розписаної черепахи простягається від Південної Канади до Джорджії, маючи приблизною західною границею гірську систему Аппалачі. У північніших краях черепаха водиться тільки в теплих місцях ближче до Атлантичного океану. Вона рідко з'являється на півночі штату Нью-Гемпшир, а в штаті Мен водиться тільки в межах смуги завширшки у 50 км від узбережжя. У Канаді мешкає в провінціях Нью-Брансвік і Нова Шотландія, але відсутня у Квебеці та на Острові Принца Едуарда. На півдні вона відсутня в прибережних низинах півдня Північної Кароліни, у Південній Кароліні, Джорджії та Флориді.
Ареал східного підвиду досягає центральної Алабами, де він змішується з південним підвидом. На північному сході широко поширена гібридизація з центральним підвидом. На південному сході границя між східним і центральним підвидами виражена набагато чіткіше, оскільки гірські хребти розділяють ці підвиди по різні боки межею вододілу.

#### Центральний підвид
Центральний підвид розписаної черепахи мешкає від південного Онтаріо і Квебеку на півночі до штатів Кентуккі, Теннессі та північно-західної Алабами на півдні, де він змішується з південним підвидом. Його також можна виявити на схід, в Західній Вірджинії, західній частині Мериленда і в Пенсильванії. Є спостереження, що вказують на міграцію центрального підвиду на схід, особливо на території Пенсильванія. На північному сході його можна виявити в західній частині штату Нью-Йорк і на більшій частині Вермонту, де він змішується зі східним підвидом.

#### Південний підвид
Південний підвид розписаної черепахи мешкає від півдня штатів Іллінойс і Міссурі на півночі, вздовж долини Міссісіпі й далі на південь. На території штату Арканзас його ареал відгалужується на захід, убік Техасу, де його можна виявити на північному сході цього штату, в околицях озера Каддо, і на південному сході штату Оклахома (округ МакКуртейн). Його можна також виявити на більшій частині місцевості Луїзіани, де він сягає Мексиканської затоки (в прісній воді). На схід він водиться в західному Теннессі, північному Міссісіпі та в Алабамі, включно з містом Мобіл на березі Мексиканської затоки. Відрізнену популяцію було виявлено в центральному Техасі, але наразі вона вважається привнесеною популяцією.

#### Західний підвид
Північна частина ареалу західного підвиду охоплює південний захід Канади (провінції Онтаріо, Манітоба, Саскачеван, Альберта і Британська Колумбія). В Онтаріо західний підвид живе на північ від Міннесоти та озера Верхнє, але на схід від озера є проміжок шириною в 130 км, де розписані черепахи не живуть взагалі (у світлі важкої зими). Тому західний підвид, що мешкає в Онтаріо, не змішується з центральним підвидом, що мешкає на південному сході Онтаріо. У провінції Манітоба цей підвид широко поширений, його ареал сягає на півночі озера Манітоба і південної частини озера Вінніпеґ. Ця черепаха також поширена в південному Саскачевані, в Альберті ж їх лічена кількість (близько ста особин), яких можна виявити уздовж кордону з США. У Британській Колумбії окремі популяції мешкають в долинах річок Кутеней, Колумбія, Оканаґен і Томпсон, але в цій провінції немає безперервного ареалу черепах. На узбережжі Британської Колумбії ці черепахи живуть на острові Ванкувер і деяких інших довколишніх островах. Є дані про знаходження цих черепах у північніших районах Альберти та Британської Колумбії, але на сьогодні їх вважають випущеними на волю і здичавілими свійськими черепахами.
На території США західний підвид змішується з центральним підвидом на великій площі, що охоплює більшу частину штату Іллінойс і частина штату Вісконсин уздовж озера Мічиган і частини верхнього перешийка Мічигану. На захід, на решті частини Іллінойсу і Вісконсину західний підвид живе, не змішуючись з іншими. У його ареал входять також місцини штатів Міннесота, Айова, Міссурі (крім вузької смуги на півдні штату), Північна і Південна Дакота, Небраска і Канзас і півночі штату Оклахома.
На північному заході практично вся Монтана є частиною ареалу, за винятком вузької смуги на заході, уздовж кордону зі штатом Айдахо. На території штату Вайомінґ розписаних черепах можна виявити тільки біля північної та східної границь штату, а в Айдахо тільки у найпівнічнішій частині. У штаті Вашингтон ці черепахи зустрічаються в річкових долинах всією територією штату, також як і на півночі штату Орегон. На південному заході ареал західного підвиду розписаної черепахи не є суцільним. На землях штату Колорадо ця черепаха присутня у східній частині, в прерії, але відсутня в західній, гористій частині штату. Окремі популяції існують у південно-західній частині цього штату і на півночі штату Нью-Мексико, в басейні річки Сан-Хуан. Основна популяція розписаних черепах у землях Нью-Мексико мешкає уздовж річок Ріо-Гранде і Пекос, які перетинають штат з півночі на південь. В околицях штату Юта розписана черепаха мешкає в притоках річки Колорадо, але питання, чи є цей район частиною природного ареалу, залишається відкритим. Територією штату Аризона розписана черепаха мешкає біля озера Лиман. Розписані черепахи не виявлені в штатах Невада і Каліфорнія.
В Мексиці розписані черепахи були виявлені за 50 миль (бл. 80,5 км) на південь від Нью-Мексико, на території штату Чіуауа. За два наукових відрядження було знайдено черепах у закритому басейні річки Ріо Санта Марія.

#### Людське втручання
Ручні черепахи, випущені (або ті, що втекли) на волю, засновують популяції поза межами свого природного ареалу. Такі популяції спостерігаються у США (в Каліфорнії, Аризоні й Флориді), в Європі (в Німеччині та Іспанії) і в Південно-Східній Азії (в Індонезії і на Філіппінах).

### Середовище існування

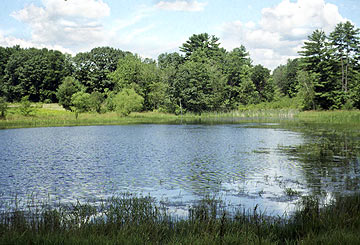
Середовище існування розписаної черепахи в Нью-Гемпширі

Розписаним черепахам за середовище існування підходять прісноводні водойми з м'яким, мулистим дном, місцями, придатними, щоб грітися на сонечку, і водною рослинністю. Вони мешкають на мілководді з повільною течією — у ставках, болотах, струмках і берегами озер. Кожен підвид має власні вподобання:
- Східний підвид, найбільш водолюбний, віддаляється від своєї водойми тільки за необхідності мігрувати в разі посухи[102]. Уздовж Атлантичного помор'я розписані черепахи з'являлися в солонуватій воді[101].
- Центральний і північний підвиди воліють стоячі води, зазвичай заболоні та узбережжя. Вони віддають перевагу мілководдю з густою рослинністю і мають високу опірність до забруднювачів довкілля[60][103].
- Західний підвид живе у струмках й озерах, як і інші розписані черепахи, але, на додаток, зручно почуває себе у ставках. Цей підвид можна виявити на високогір'ї до 1800 метрів над рівнем моря[62].

### Популяційні показники
На більшій частині свого ареалу розписана черепаха є найпоширенішим видом черепах. Щільність популяції варіює від 10 до 840 черепах на гектар водної поверхні. Щільність популяції зростає в місцях з теплішим кліматом і у привабливіших для черепах середовищах існування, а саме берегах річок і великих озер. Центральні, глибоководні частини таких водойм спотворюють покажчик щільності.

Діаграма, що показує систему лічби сегментів панцира

У більшості популяцій дорослі черепахи переважають кількісно над малечею, але виявити точне співвідношення складно, оскільки малюків важче відловлювати. Наявні методики демонструють широку варіативність даних. Виживання розписаних черепах збільшується з віком. Шанс розписаної черепашки дожити до свого першого дня народження становить усього 19 %. У молодих самиць розписаної черепахи середньорічний рівень виживання становить вже 45 %, а дорослої черепахи — 95 %. Крива середньорічного рівня виживання у самців росте за тим же принципом, але для будь-якого віку залишається нижче рівня самиць. Природні лиха (як, наприклад, буревій, що руйнує більшість гнізд у певних краях) можуть різко змінювати віковий розподіл. Міграція дорослих особин теж може викликати подібні спотворення.
Співвідношення статей дорослих розписаних черепах коливається близько 1:1. У багатьох популяціях трохи переважають самці, але в деяких зустрічається і помітне переважання самок. В одній вивченій популяції в Онтаріо співвідношення становило 4:1 на користь самиць. Співвідношення статей вилуплених малюків змінюється залежно від температури яєць. Протягом другого триместру інкубації температура 23—27 °C призводить до розвитку самців. Будь-яка температура вище або нижче цього призводить до розвитку самиць. Немає даних, які б свідчили про те, що самиці черепах вибирають місця під гнізда з метою вплинути на стать черепашок. Всередині популяції гнізда різняться достатньо для того, щоб виходили кладки з переважанням самців і кладки з переважанням самок.

### Хижаки розписаних черепах

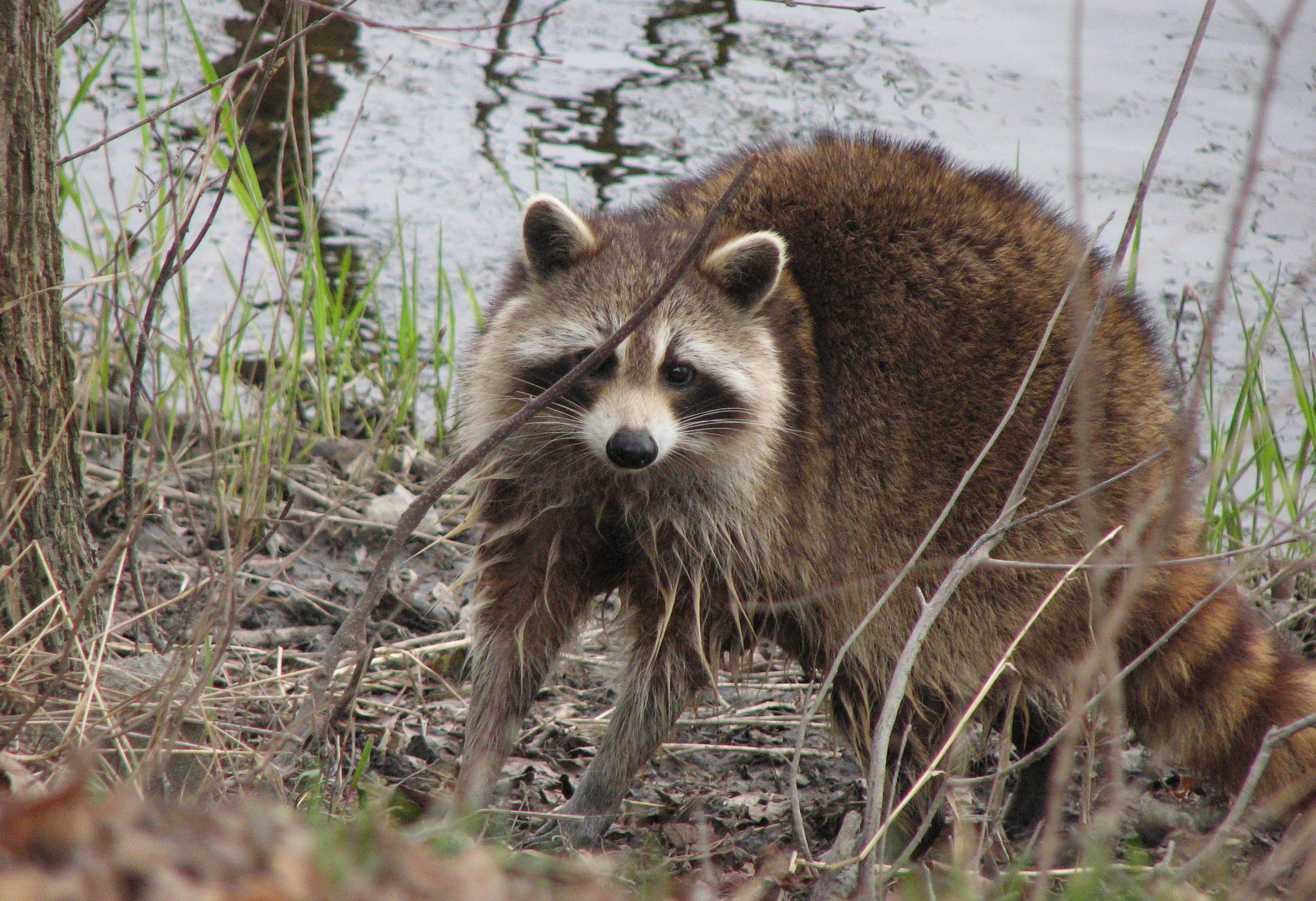
Ракуни полюють на розписаних черепах

Найуразливішими для хижаків розписані черепахи є замолоду. Кубла часто опиняються розграбованими, а яйця з'їденими вужами, круками, бурундуками, деякими видами вивірок, скунсами, бабаками, ракунами, борсуками, сірими і рудими лисицями та людьми. Крихітні численні черепашки часто стають жертвами водних клопів зі сімейства Belostomatidae, окунів, сомів, жаб-биків, кайманових черепах, різних змій, чапель, пацюків, ласок, ондатр, норок і ракунів. Міцні панцири дорослих черепах захищають їх від більшості потенційних хижаків, але разом з тим вони іноді стають жертвами алігаторів, скіп, круків, красноплечих канюків, орлів й особливо ракунів.
Розписані черепахи захищаються від хижаків ударами кінцівок, пазурами, укусами та сечовипусканням. На відміну від сухопутних черепах, розписані черепахи можуть самотужки повернутися у правильне положення, якщо їх перевертають на спину.

## Поведінка

### Харчування

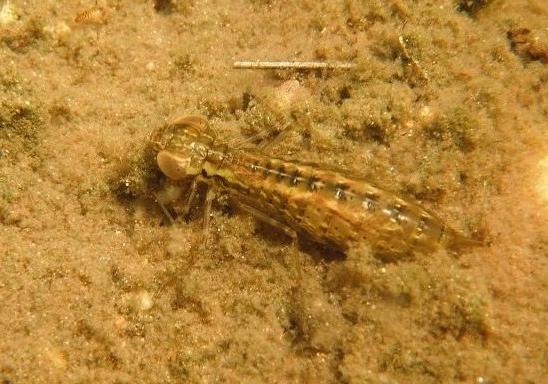
Личинка бабки — переважна їжа південної розписаної черепахи

Розписані черепахи шукають здобич уздовж дна водойми. Вони полошать здобич у заростях рослинності різними рухами, щоб змусити її вискочити у відкриту воду, де її легше зловити. Велику здобич вони втримують ротом і рвуть на шматки передніми кінцівками. Крім того, вони поїдають водну рослинність і планктон. Часто можна спостерігати як ці черепахи пливуть попід поверхні води з відкритим ротом і заковтують дрібні частинки їжі.
Усі підвиди розписаних черепах всеїдні, не нехтують падлом, однак раціони окремих підвидів дещо різняться:
- Раціон східного підвиду найменш вивчено. Цей підвид в основному живиться під водою та зазвичай харчується мертвою або пораненою рибою[112].
- Центральний підвид живиться переважно водними комахами та рослинами[113].
- Раціон південного підвиду розписаних черепах змінюється з віком. Рослинна їжа становить приблизно ⅛ частину раціону молодняку і приблизно сім восьмих раціону дорослих черепах. Можливо, це вказує на те, що черепаха віддає перевагу тваринній їжі, але спроможна забезпечити себе достатньою її кількістю (напр. поїдаючи личинок) лише в юному віці[114]. Основу харчування цих черепах становлять личинки бабок і водорості[115].
- У західного підвиду розписаних черепах переважання рослинної або тваринної їжі у раціоні змінюється залежно від пори року. Так, наприклад, на початку літа комахи становлять близько 60 % від обсягу його їжі, а вже наприкінці літа вже 55 % від обсягу їжі складають рослини[116]. Варто відзначити, що західний підвид харчується і насінням білого латаття. Оскільки жорстке насіння зберігає здатність до проростання після проходження через травну систему черепахи, вона є їхнім типовим розповсюджувачем[116].

### Терморегуляція

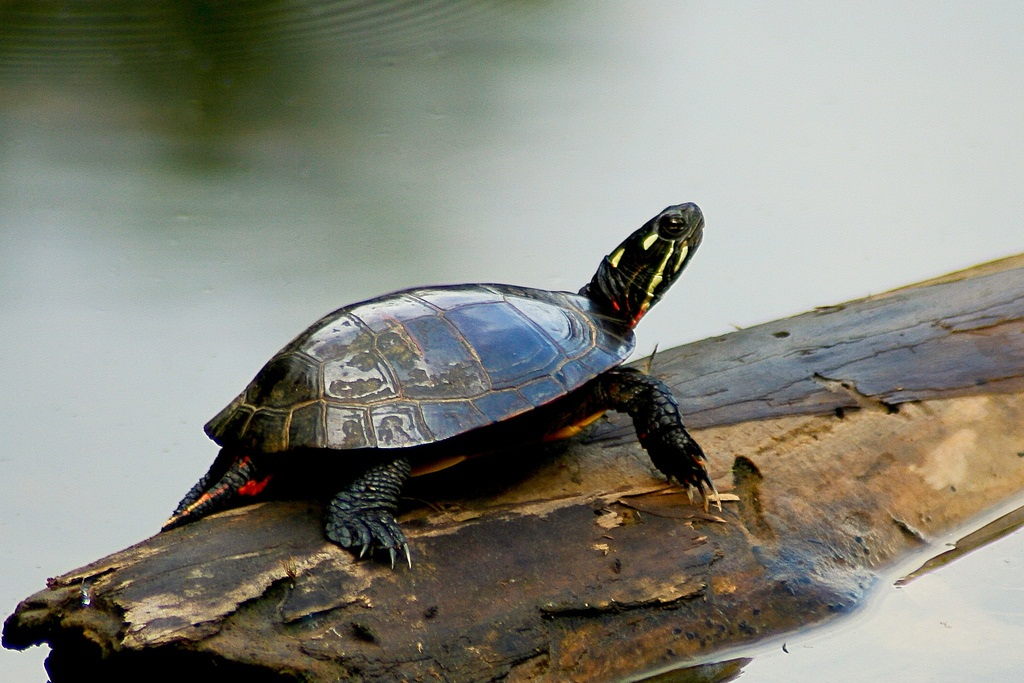
Регулювання температури тіла — розписана черепаха сидить на корчі

Будучи холоднокровним плазуном, розписана черепаха регулює температуру тіла поведінковими реакціями на зміни в навколишньому середовищі. Свій день черепаха починає з того, що вибирається з води й гріється протягом декількох годин. Зручні місця для зігрівання привертають велику кількість черепах різних видів. Попри те, що колоди та корчі є улюбленими для черепах місцями зігрівання, черепахи застосовують для цієї мети будь-які прибережні виступи та холмовини. Так, наприклад, було документовано як розписані черепахи грілися під сонцем, сидячи на гагарах, що сиділи, своєю чергою, на яйцях.
Досить зігрівшись, черепаха повертається у воду в пошуках їжі. Втративши певну кількість тепла, черепаха знову вибирається з води, щоб погрітися. Протягом дня можливі 2—3 цикли зігрівання — харчування. Вночі черепаха пірнає на дно водойми або чіпляється за якийсь підводний предмет і засинає.
Для підтримки життєдіяльності черепаха повинна підтримувати внутрішню температуру тіла в межах 17—23 °C. При інфекційному захворюванні черепаха може тривалішим перебуванням на сонці підвищувати температуру тіла на декілька ступенів.

### Брумація

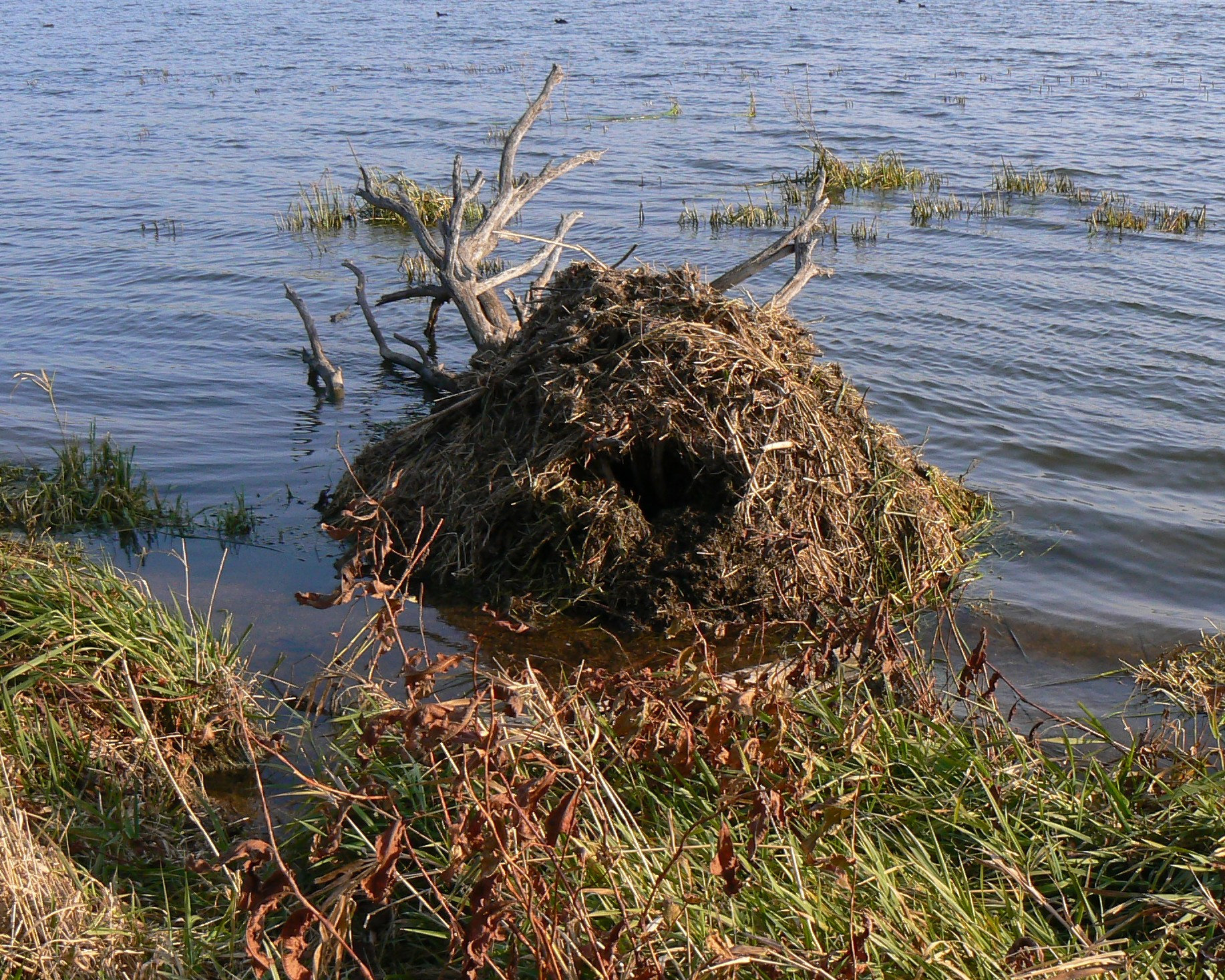
Нора ондатри — зручне місце для зимівлі розписаної черепахи

Навесні, коли температура води досягає 15—18 °C, черепаха починає пошук їжі. За температури води понад 30 °C, черепахи перестають харчуватися. Восени черепаха припиняє активну діяльність, коли температура води падає нижче 15 °C.
Взимку розписана черепаха впадає у брумацію. На період сплячки черепаха заривається під землю на дні водоймища, на березі водойми, в норах інших напівводних видів, в лісах і луках. Якщо місце для сплячки вибрано під водою, глибина дна не повинна перевищувати двох метрів. У стані сплячки черепаха перестає дихати, але може всотувати деяку кількість кисню через шкіру. У північних частинах ареалу сплячка може тривати з жовтня по березень, а найпівденніші популяції можуть не впадати у сплячку зовсім. Під час брумації середня температура тіла черепахи падає до ~6 °C. Дочасна відлига може завчасу виводити розписаних черепах зі сплячки. Розписана черепаха є одним з найвивченіших видів хребетних, здатних обходитися довгий час без кисню. Адаптації складу крові у серці, в мозку і в особливості пристосування панцира дозволяють черепасі переносити виключно високі скупчення молочної кислоти, які спостерігаються під час кисневого голодування.

### Пересування

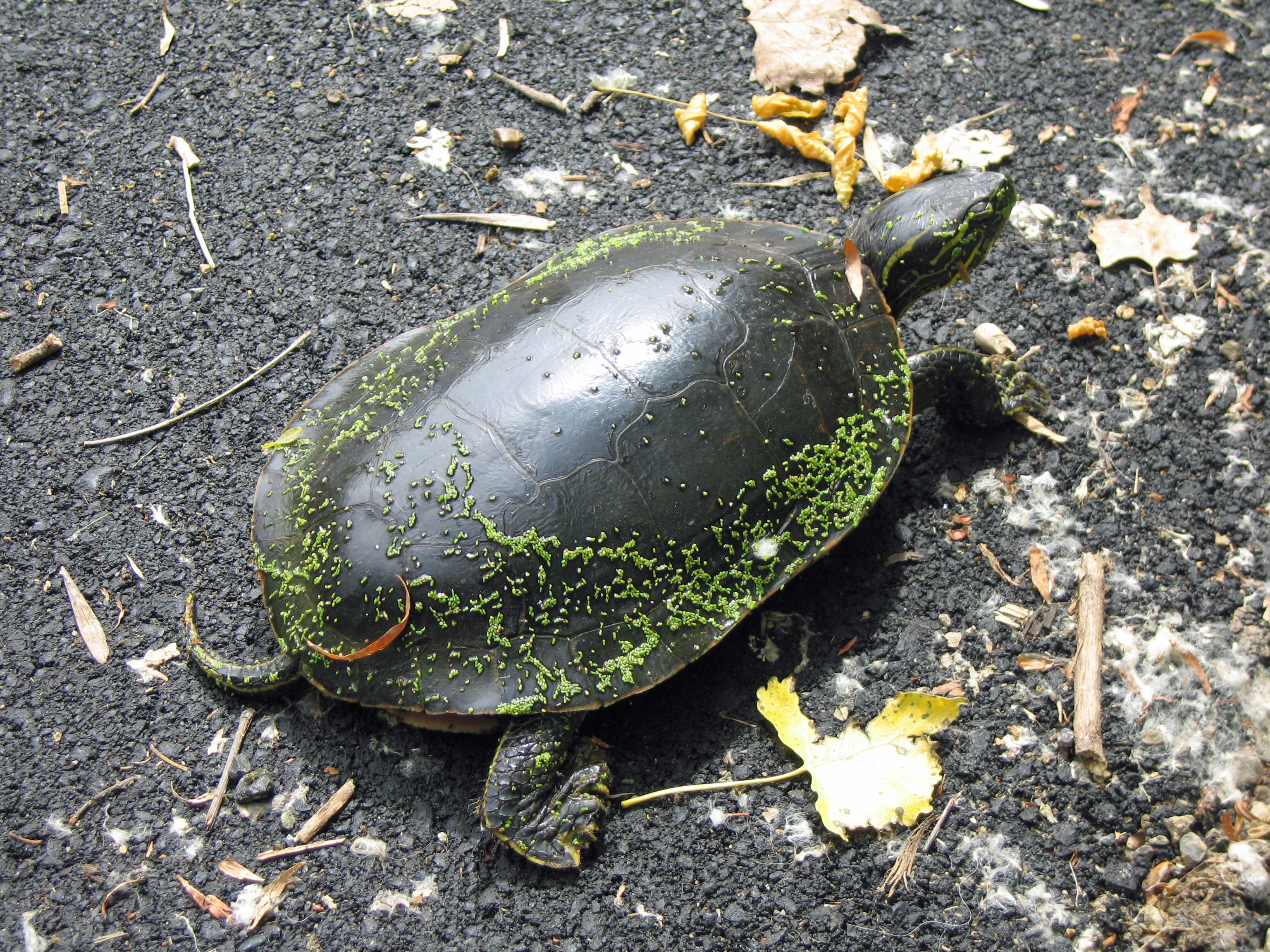
Сухопутне переміщення

Розписані черепахи можуть долати відстані в кілька кілометрів у пошуках їжі, води або партнерів. Спостереження показують, що існує залежність між статтю і віком черепахи та покриваною нею відстанню. Помічених і відпущених дорослих самців знаходили на відстані до 26 км від початкового місця. Дорослих самиць знаходили на відстані до 8 км від точки випуску, а маленьких черепашенят на відстані до 2 км. Прийнята теорія пояснює підвищену рухливість дорослих самців необхідністю міняти водойми в пошуках партнера.
Влітку, реагуючи на спеку, черепахи можуть залишати місцини, що пересихають, на користь сталих водоймищ. Короткі сухопутні переселення можуть здійснюватися сотнями черепах одразу. У разі тривалої спеки та посухи черепахи впадають у літню сплячку, зариваючись у землю, що рятує їх від загибелі, за винятком надзвичайних ситуацій.
У розписаних черепах було виявлено здібності до хомінгу через зорове упізнання місцевості. Багато черепах поверталося до точок, на яких вони були вперше підібрані й позначені, пересуваючись водою чи суходолом. В одному з дослідів 988 розписаних черепах було випущено на різних відстанях (в межах декількох кілометрів) від рідної водойми. 418 черепах (понад 40 %) повернулися. Є думка, що самиці розписаних черепах використовують здатність до хомінгу для знаходження підхожих місць для створення кубел.

### Парування
Розписані черепахи спаровуються навесні й восени, коли температура води тримається в межах 10—25 °C. Самці починають виробляти сперму провесною, коли вони можуть зігріванням довести внутрішню температуру тіла до 17 °C. Самиці починають свій репродуктивний цикл серединою літа, так що овуляція припадає на наступну весну.
Шлюбні обряди починаються з того, що самець слідує за самицею, доки він не зустрінеться з нею віч-на-віч. Самець погладжує морду і шию самки своїми витягнутими передніми пазурами, а зацікавлена самиця копіює його рухи. Пара черепах повторює обряд кілька разів, самець то віддаляється від самиці, то повертається до неї доти, поки вона не пірнає на дно водойми, де і відбувається спаровування. Домінівною в парі є більша за розмірами самиця. Самиця може зберігати у своїх яйцепроводах досить сперми для трьох кладок. Сперма залишається життєздатною до трьох років.

### Відкладання яєць

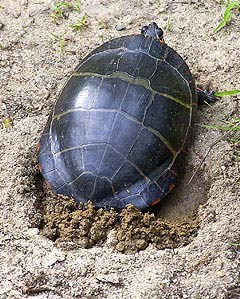
Самиця розписаної черепахи риє кубло

Самиці риють кубла з другої половини травня до середини липня. Кубла, як правило, риються в піщаному ґрунті й мають форму вази, спрямованої на південь. Більшість кубел знаходяться в межах 200 метрів від водойми, але окремі кубла було знайдено і на відстані в 600 метрів від берега. Була виявлена певна залежність між віком черепахи та відстанню від берега до її гнізда. Розміри кубел варіюють залежно від розмірів самиці та особливостей місця, але, як правило, мають 5—11 см завглибшки. Самиці можуть повертатися з року в рік на одну і ту ж точку, але якщо кілька самок риють кубла близько одне до одного, збільшується загроза їхнього розкрадання хижаками.
Оптимальна температура тіла самиці, яка риє кубло — 29—30 °C. При погоді, що не дозволяє домогтися такої температури (наприклад, вища температура довкілля), черепаха відкладає підготовку гнізда. Готуючись вирити кубло, самиця іноді тулиться горлом до землі, можливо, оцінюючи її вологість, тепло, склад або запах. Інколи самиці риють кілька кубел, з яких використовується тільки одне.
Самиця риє землю задніми кінцівками. Налиплі на них пісок і багно можуть обмежувати черепаху в рухах, роблячи її вразливою для хижаків. Цю сутужність черепаха вирішує, змочуючи кінцівки сечею. Як тільки кубло готове, черепаха відкладає в нього яйця. Свіжо відкладені яйця еліптичної форми, білого кольору, пористі й пружні. Процес відкладання яєць може займати кілька годин. Іноді самиця залишається на суші всю ніч і повертається до води тільки вранці.
Самиці розписаних черепах можуть відкладати до п'яти кладок на рік, але зазвичай середнім значенням по популяції є 2 кладки/рік, з огляду на те, що від 30 % до 50 % самиць не виробляють жодної кладки у тому році. Більші самиці відкладають, як правило, більші яйця і більшу їхню кількість. Розмір кладки залежить від підвиду. Чим більше самиці підвиду і чим північніше вони мешкають, тим більше яєць вони відкладають в одній кладці. Середній розмір кладки для західного підвиду складає 11,9 яйця, для центрального — 7,6, для східного — 4,9 і, нарешті, для самого маленького, південного підвиду — 4,2 яйця в кладці.

### Розвиток

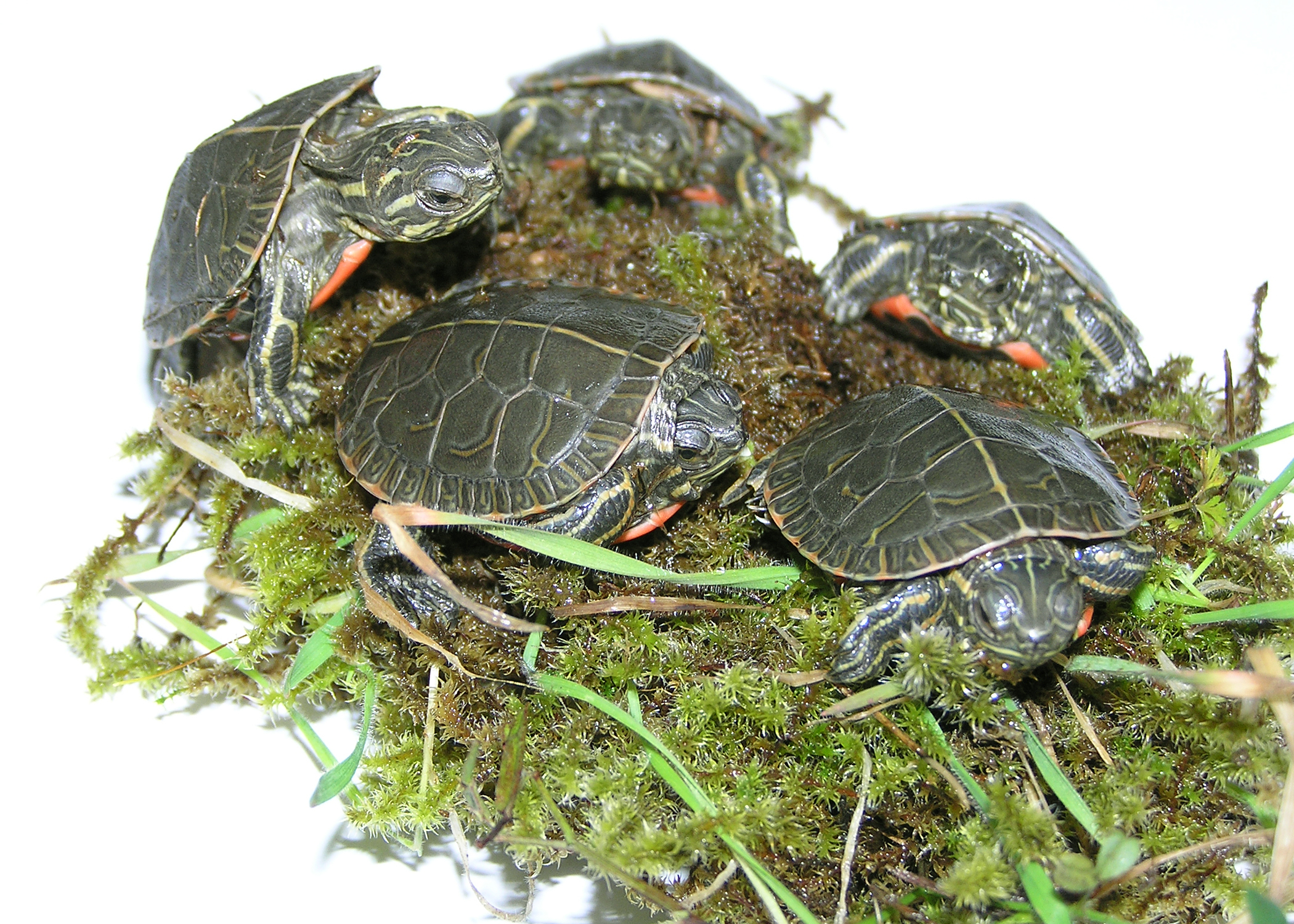
Нещодавно вилуплені розписані черепашки

Інкубація триває 72—80 днів у природному середовищі і стільки ж у лабораторних умовах. Черепашки вилуплюються з яєць у серпні—вересні, використовуючи спеціальний яйцевий зуб. У південних популяціях черепашки, як правило, відразу покидають кубло, а в північних (на північ від лінії Небраска — Іллінойс — Нью-Джерсі) зариваються в гніздо, переживають у ньому зиму і залишають його наступної весни.
Здатність черепашок перезимувати в гнізді дозволила розписаним черепахам розширити свій ареал на північ далі інших американських черепах. Розписані черепахи генетично пристосовані до тривалих періодів заморозків. Їхня кров не замерзає, а шкіра перешкоджає проникненню крижаних кристалів ззовні. Це пристосування має свій ліміт, і важкі заморозки можуть призвести до загибелі багатьох черепашок.
Перший тиждень життя черепашки живуть за рахунок засвоєного в ході інкубаційного розвитку жовтка, а після цього починають спроби добувати собі їжу. Спершу черепашки ростуть швидко, іноді подвоюючись у розмірах у перший рік життя. Зростання черепах різко сповільнюється (або повністю зупиняється) після досягнення ними статевої зрілості. Темпи зростання черепах варіюють від популяції до популяції (ймовірно, залежно від кількості і якості їжі та інших умов). Якщо порівнювати підвиди, то найшвидше ростуть представники західного, найбільшого підвиду. Самиці ростуть швидше самців, але досягають статевої зрілості пізніше. У більшості популяцій самці досягають статевої зрілості до 2—4 років, а самки до 6—10 років. Розміри черепах і вік статевої зрілості збільшуються в напрямі з півдня на північ. На північному краї свого ареалу самці досягають статевої зрілості до 7—9 років, а самки до 11—16 років.

## Охоронний статус

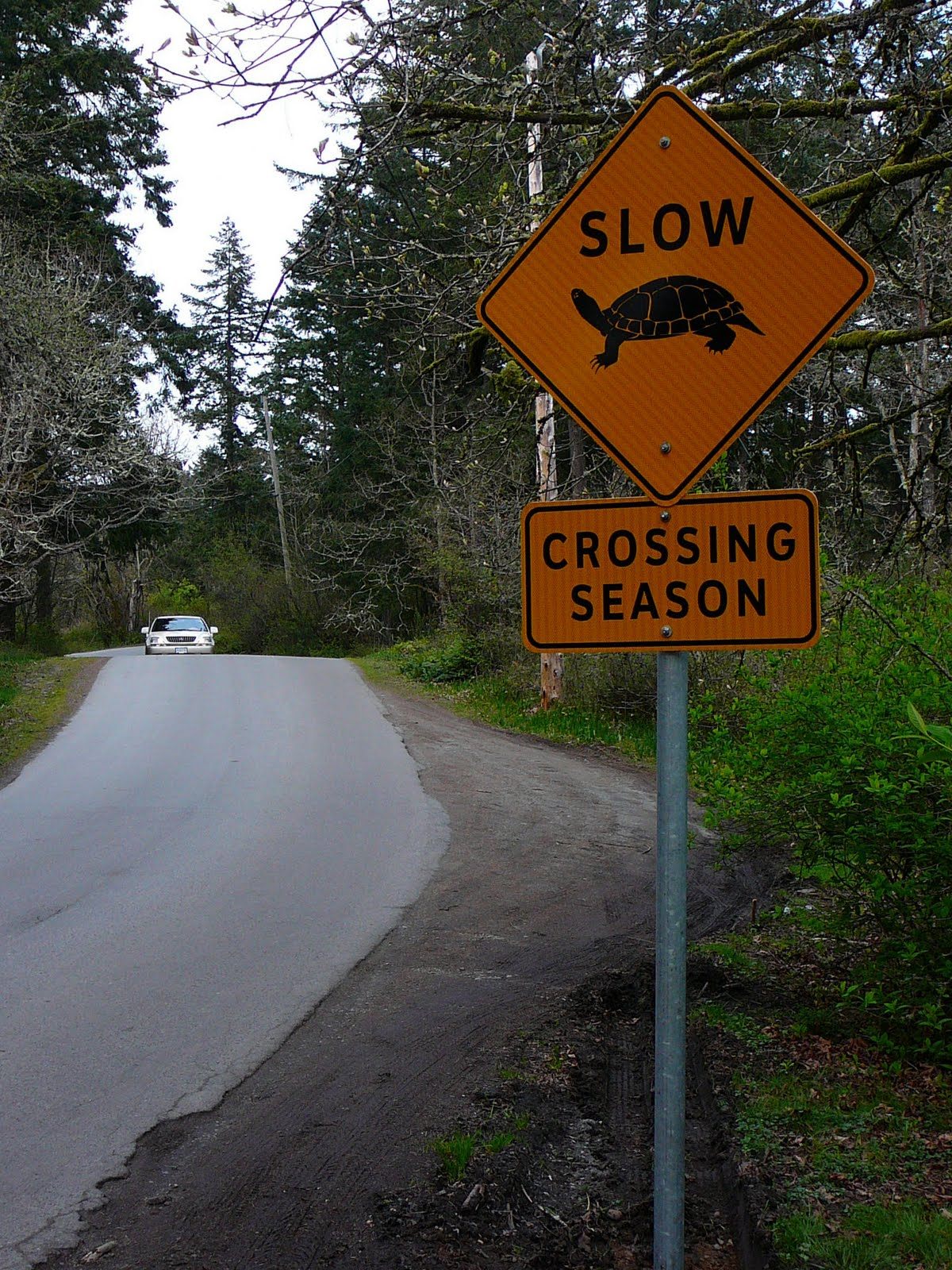
Дорожній знак у Британській Колумбії

Падіння чисельності розписаних черепах не можна пояснити простим зменшенням площі ареалу. Ця черепаха класифікується як G5 (широке поширення) за системою NatureServe conservation status, а за системою IUCN вона знаходиться в категорії «Least Concern». Висока швидкість розмноження і здатність виживати в забруднених водоймищах і штучних ставках дозволили розписаній черепасі зберегти свій ареал. Проте, заселення Північної Америки з часів Колумба призвело до зменшення їхньої кількості.
Скорочення ареалу спостерігається лише на північному заході, в штаті Орегон і провінції Британська Колумбія, де розписані черепахи класифікуються як вид під загрозою.
У літературі описані різні чинники, які становлять загрозу розписаним черепахам, але вони досі не піддаються квантифікації, та їхня порівняльна важливість також неоднозначна. Першочерговою загрозою є втрата середовища існування, яка відбувається внаслідок осушування водойм, очищення їх від каменів і корчів, а також зачищення прибережної рослинності (все це підвищує доступ хижаків). Необхідні умови для створення кубел (огріваний сонцем ґрунт тощо) руйнуються урбанізацією і штучними насадженнями.
Інший несприятливий вплив людини на поголів'я черепах — це їхня загибель на дорогах. Окрім того, дороги сприяють генетичній відокремленості деяких популяцій. Місцевий уряд бореться з цим явищем за допомогою спорудження проходів під автошляхами, загороджувальних бар'єрів і застережних дорожніх знаків. В Орегоні діє програма з просвіти населення про черепах і відповідної поведінки на дорогах.
У західній частині ареалу розписаних черепах введення людиною в їхнє середовище існування таких хижаків, як окуні, жаби-бики та особливо кайманові черепахи, зменшує шанси молодняку черепашок на виживання. Крім південного сходу США, де червоновухі черепахи мешкають у природі, випущені домашні червоновухі прісноводні черепахи в інших районах усе частіше конкурують з розписаними черепахами. У містах дедалі більше число «міських» хижаків (ракунів, собак і кішок), які поїдають яйця, може шкідливо позначитися на поголів'ї розписаних черепах.
Додатковими факторами, що загрожують розписаним черепахам, є вилов диких черепах, випуск на волю домашніх черепах, що поширюють захворювання, забруднення довкілля, човни, рибальські гачки (при спробах черепах з'їсти наживку), відстріл, а також усілякі сільськогосподарські агрегати. Доцент кафедри екології дикої природи Орегонського Державного університету Дж. Джервіс з колегами відзначають, що самі дослідження (що вимагають вилову великої кількості черепах) можуть несприятливо впливати на їхню популяцію. Глобальне потепління є майбутньою загрозою, яку важко оцінити на цьому етапі.

## Використання людиною

### Як хатня тварина
Згідно зі статистикою продажів, на початку 1990-х рр. розписані черепахи були другими за популярністю домашніми черепахами після червоновухих черепах. Станом на 2010 рік, більшість американських штатів дозволяють, але не радять заводити розписаних черепах як домашніх тварин. В Орегоні їхнє утримання в житлі заборонено, а в Індіані заборонено торгівлю ними.
Федеральний закон США забороняє торгівлю або транспортування черепах розміром до 10 см, щоб захистити людей від контакту з переносниками сальмонели. Проте це дозволено в дослідницьких цілях, а також відомі випадки нелегального перевезення маленьких черепах.
Умови утримання розписаних черепах у неволі схожі з умовами утримання червоновухих черепах. Їм необхідні досить простору, місце для зігрівання та регулярно фільтрована вода. Ці черепахи не підходять дітям, оскільки вони не люблять, щоб їх підіймали та тримали. У любителів ці черепахи живуть десятки років.

### Інше використання
Розписану черепаху іноді вживають в їжу, але їхнє м'ясо мало цінується. Навіть найбільші підвиди, такі як західна розписана черепаха, занадто малі в розмірах, при тому, що є інші, крупніші види. Черепах також препарують в школах і продають через товариства, що працюють у цій галузі. Особини доставляються з дикої природи, але можуть бути вирощені в неволі.
На Середньому Заході черепашачі перегони є поширеною розвагою під час ярмарків.

### Вилов

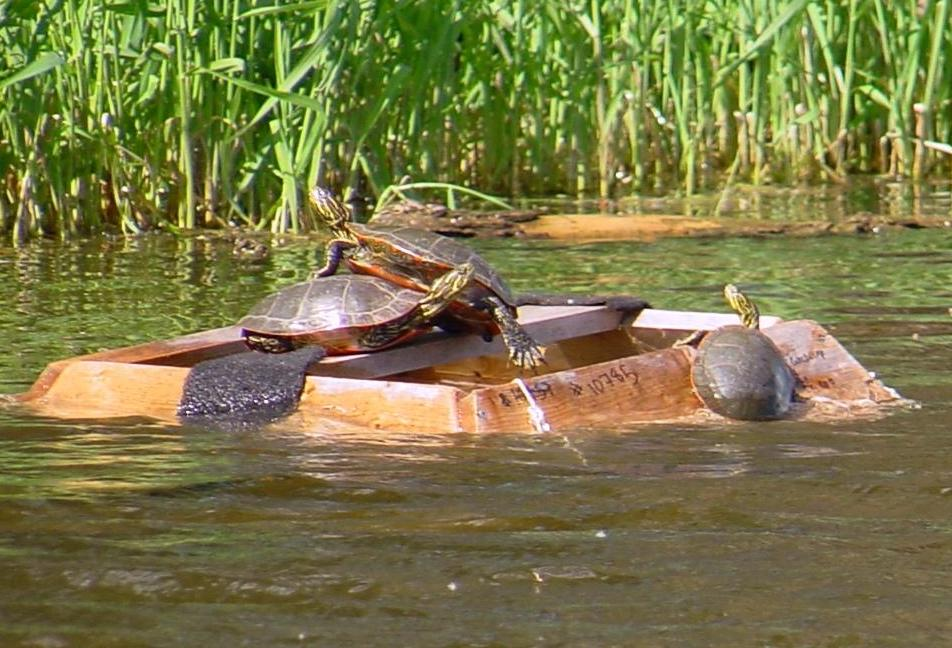
Пастка для черепах у Міннесоті

Відлов диких розписаних черепах в комерційних цілях викликає все більшу критику і поступово обмежується. Так, наприклад, штат Вісконсин, що раніше майже не обмежував комерційний вилов диких розписаних черепах, повністю заборонив його 1997 року на підставі даних досліджень їхньої кількості. У сусідній Міннесоті в 1990-х роках ловці черепах виловили понад 300 000 особин. З 2002 року в Міннесоті було введено мораторій на ліцензування нових ловців черепах і було обмежено допустиму кількість пасток. Станом на 2009 рік, виловлювання розписаних черепах було майже необмежено в штатах Арканзас, Айова, Міссурі, Огайо та Оклахома. Відтоді лише в Міссурі їхнє виловлювання було заборонено. У деяких штатах США власники рибальської (іноді мисливської) ліцензії мають право на піймання розписаних черепах з неприбутковими цілями, в інших штатах це заборонено.
Канадська провінція Онтаріо охороняє обидва наявних у її межах підвиди розписаної черепахи (центральний і західний). Британська Колумбія також охороняє дедалі рідших західних розписаних черепах.
Ловці розписаних черепах, як правило, займаються цим як додаткове джерело доходів, продаючи кілька тисяч черепах у рік за ціною 1—2 $ за штуку. Чимало хто є родовими ловцями, що гордяться своїм «родинним бізнесом». Деякі ловці не згодні з обмеженнями на виловлювання черепах, стверджуючи, що кількість черепах не зменшується.
Як правило, ловці використовують для принади їжу (англ. «hoop trap» — «пастка-обруч») або зручне місце для зігрівання (англ. «basking trap» — «пастка-грілка»). Відгуки ловців, торгові дані і наукові дослідження показують, що «пастки-грілки» найдієвіші для лову розписаних черепах, а «пастки-обручі» більше підходять для впіймання кайманових і трикігтевих черепах. Лов черепах руками, вудками та сітками, як правило, дозволено, а використання для цієї мети вогнепальної зброї, хімікатів і вибухових речовин заборонено.

## Розписана черепаха в культурі

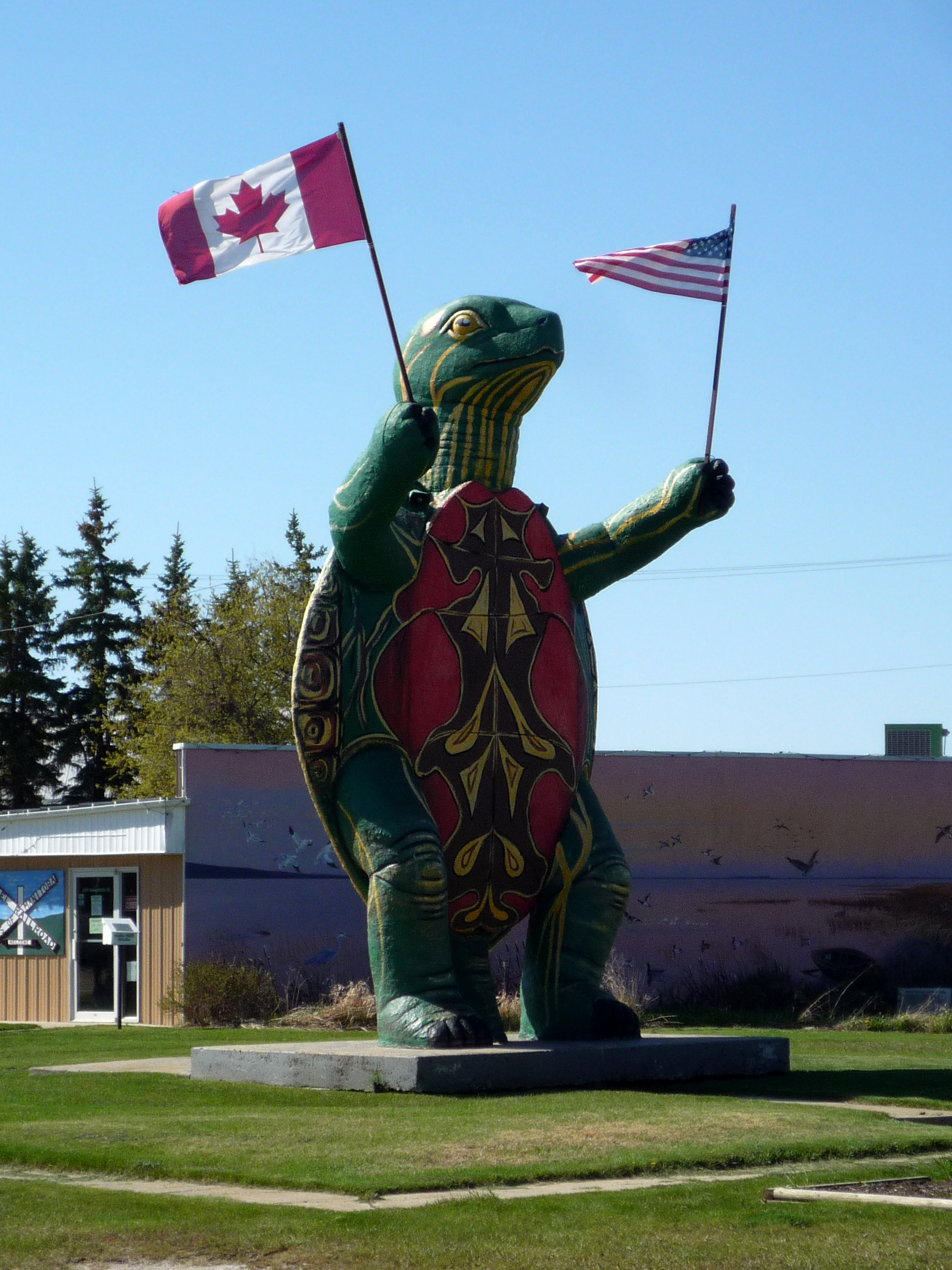
Черепаха Томмі

Індійські племена були знайомі з розписаними черепахами (молодих бійців навчали розпізнавати їхній раптовий стрибок у воду як сигнал тривоги) і закарбували їх у фольклорі. У міфі племені потаватомі герой-мовець, на ім'я Розписана Черепаха, за допомогою свого кольорового візерунка обдурює сільських жінок. У міфі племен іллінойсів розповідається про те, як Розписана Черепаха розфарбувався, щоб заманити доньку вождя у воду.
До 2010 року чотири штати США (Вермонт, Мічиган, Іллінойс і Колорадо) оголосили розписану черепаху офіційним плазуном штату. 2006 року в штаті Нью-Йорк на виборах офіційного плазуна штату розписана черепаха поступилася каймановій черепасі з мінімальним розривом 5048 голосів проти 5005.
У прикордонному канадському місті Буассевен (Манітоба) однією з визначних пам'яток є скульптура західної розписаної черепахи, «Черепаха Томмі», вагою 4500 кг. Статуя була створена 1974 року на честь канадського черепашачого дербі, фестивалю, що включає в себе черепашачі перегони, який проходив у часи з 1972 по 2001 рік.
Джон Монтгомері, канадський скелетоніст, чемпіон Олімпійських ігор 2010 року, двічі срібний призер чемпіонатів світу, в перегонах, що принесли йому перемогу на олімпійських іграх, носив шолом із зображенням розписаної черепахи, який було чудово видно під час гону.